# 冒险岛2
《冒险岛2》，是一款由韩国Nexon公司开发的游戏，它是《新楓之谷》的续作。与前作不同的是，《冒险岛2》采用的是3D视角。

## 游戏内容

### 界面
游戏中左上角显示时间与游戏币的数量，右上角有小地图与频道选择键；下方提供了一些可以放置技能、道具的快捷键的空格以及玩家的HP、MP、等级、职业等属性，右下角有一些功能设置键。玩家还可以自由设置自己的头像。

### 地图
《冒险岛2》的地图类似于《Minecraft》，所有元素均由方块所构成。玩家可以操纵地图上的方块，例如将地图上的大树举起当做武器来战斗。地图上还会有一些宝箱与陷阱，以及一棵枫树，玩家若站在其下则可缓慢补充血量。玩家也可以通过购买方块来装饰自己的家园，但地皮价格非常昂贵，例如4格的地皮售价为2,309,000游戏币，远超一般玩家的经济实力。如果金钱不够，则可以与他人合住于公寓中，拥有自己的房间，价格为每30天88,000游戏币。在大地图窗口中，到过的地方会被点亮。部分地图中，可以观看该地图的全景，并显示怪物的位置等。

### 副本
游戏中提供了一个工具，玩家可以利用它来设计自己的副本，例如添加怪物与陷阱。自己设计的副本也可以分享给他人。(未开放)

### PVP
《冒险岛2》支持PVP，玩家们可以在一条特定的长廊中进行战斗。

### DIY
游戏对于角色形象的DIY自由程度比前作要高，除了与前作相同的更换发型、表情、服装样式等以外，还可以上传自己的头像作为角色的头部，创建角色时可以任意调整头发、眼睛和皮肤的颜色乃至刘海的方向。对于自己的房间也可以在NPC处购买家具任意设计。另外，在一些地图中，还存在着广告牌，玩家可以花费一定量的金币上传自己的图片，不过如果上传色情图片等可能会被系统阻止。

## 游戏开发

### 设计理念
续作舍弃了前作中的横版视角，而采用了3D俯视角的模式（不过在自定义副本中，可以转换为2D视角）。另外，《冒险岛2》舍弃了《新楓之谷》中多样化的职业，仅保留了五个职业。不过，游戏还是继承了前作的键盘操作方式，跳跃与爬梯子也仍然保留。另外《冒险岛2》增加了不同的移动方式，例如游戏中最基本的移动方式是使用气球来飘到其他地图。前作中的出租车仍被保留，但改为只能前往角色曾去过的地图，且费用随距离增长而增长。

### 游戏音乐
游戏的背景音乐与《新楓之谷》不尽相同，不过与前作的曲风较为相似。

### 发布时间
虽然之前有报道说游戏在2014年7月28日的韩国进行了首次测试，不过Nexon公司宣布《冒险岛2》将在同年9月17日至21日开放面向部分玩家的Alpha测试：官方会在8月28日至9月10日招募欲参与测试的玩家，并于9月15日公布名单。据官方统计，此次测试中共计创建了6929名角色，其中50.54%为男性，余为女性；成功转职的角色中，最多的是刺客，最少的是牧师。2015年5月1日至10日游戏进行了最终测试，据官网的公开信，同年7月7日将进行公测，开放40级的等级上限。
2015年12月腾讯宣布在中国代理该游戏，这是NEXON第一次将游戏给腾讯代理，2016年3月官网上线，并于3月25日正式上线。2017年9月21日，中国服冒险岛2不限号服务器正式开启。

## 结束营运
2019年，冒险岛2引入了一些重大更改意图吸引与前作不同的受众。然而，此后游戏并未与前作一样获得成功。2020年3月18日，冒险岛2的运营团队宣布于2020年5月27日永久关闭日本服和国际服服务器。2022年8月29日，冒险岛2中国地区代理腾讯宣布于2022年11月2日关闭服务器。
2025年2月20日，Nexon宣布將於2025年5月29日关闭韓國服务器。